# Bisphenol PH
Bisphenol PH kurz (BPPH) ist eine chemische Verbindung aus der Gruppe der Bisphenole und ein Diphenylmethan-Derivat. BPPH ist eine mit Bisphenol A (BPA) verwandte Verbindung und unterscheidet sich von Bisphenol A durch je einen Phenyl-Substituenten an den Phenylgruppen.
Die ECHA (European Chemicals Agency) stuft Bisphenol PH in verschiedenen Kategorien als problematisch ein, insbesondere als Kontaktallergen und als Verdachtsfall für Reproduktionstoxizität (Schädigung der Fruchtbarkeit ungeborenener Kinder).
Wie auch andere Bisphenol-A-Analoge mit höherem Molekulargewicht zeigt BPPH eine geringere Wasserlöslichkeit als BPA.

## Verwendung
Wie andere Bisphenole wird Bisphenol PH für die Herstellung von Polycarbonaten und Epoxidharzen eingesetzt.
Die Exposition des Menschen erfolgt im Wesentlichen über Nahrungsmittel und Getränke, die durch BPPH enthaltende Lebensmittelkontaktmaterialien verunreinigt wurden. 